# سكوت بيكر (لاعب دارت)
سكوت بيكر (بالإنجليزية: Scott Baker)‏ هو لاعب دارت بريطاني، ولد في 31 مارس 1986 في إنجلترا في المملكة المتحدة.

## وصلات خارجية
- سكوت بيكر على موقع DartsDatabase.co.uk (الإنجليزية)